# Ministério das Finanças (Suécia)
| Ministério das Finanças Finansdepartementet |                                         |
| Criação                                     | 1840                                    |
| Atual ministro                              | Elisabeth Svantesson (Partido Moderado) |

O Ministério das Finanças da Suécia (em sueco:  Finansdepartementet) é um ministério do Governo da Suécia, responsável pelo orçamento de estado, pela política económica, e pela gestão da dívida pública.

É dirigido pelo Ministro das Finanças (Finansminister) e alberga ainda o Ministro dos Mercados Financeiros (Finansmarknadsminister) e o  Ministro do Interior (Civilminister).

Tem cerca de 505 funcionários (2021).

## Ministros do Ministério das Finanças
O Ministério das Finanças alberga 3 ministros.

- Ministro das Finanças (Finansminister)
- Ministro dos Mercados Financeiros (Finansmarknadsminister)
- Ministro do Interior (Civilminister)

## Agências governamentaisdo Ministério das Finanças
O Ministério das Finanças da Suécia tutela, entre outros, os seguintes órgãos e departamentos:
- Direção Geral dos Impostos (Skatteverket)
- Direção Geral das Alfândegas (Tullverket)
- Autoridade de Supervisão Financeira (Finansinspektionen)